# Merrill Creek
Merrill Creek är ett vattendrag i Kanada.   Det ligger i provinsen Ontario, i den sydöstra delen av landet, 150 km väster om huvudstaden Ottawa.
I omgivningarna runt Merrill Creek växer i huvudsak blandskog. Runt Merrill Creek är det mycket glesbefolkat, med 2 invånare per kvadratkilometer.